# Wojna filipińsko-amerykańska
Wojna filipińsko-amerykańska – wojna prowadzona między Pierwszą Republiką Filipin a Stanami Zjednoczonymi w latach 1899–1902.

## Przyczyny
Od XVI stulecia Filipiny były kolonią hiszpańską. W drugiej połowie XIX wieku zaczęła budzić się u mieszkańców wysp świadomość narodowa. Ojcem filipińskiego ruchu narodowego był José Rizal, który uważał, że Filipiny powinny odzyskać niepodległość drogą pokojową i poprzez autonomię.
Po aresztowaniu i skazaniu Rizala na śmierć w 1896 r. do głosu doszły radykalniejsze ugrupowania. Wśród nich na czoło wysuwał się Katipunan założony przez Andresa Bonifacio. W 1896 r. z jego inicjatywy wybuchło powstanie przeciwko Hiszpanii, ale zostało ono stłumione rok później. W trakcie jego trwania Katipunan przestał istnieć, a po śmierci Bonifacio przywództwo objął Emilio Aguinaldo.
Gdy Aguinaldo przebywał na wygnaniu w Hongkongu, na początku 1898 r. skontaktowali się z nim amerykańscy posłowie. Po bitwie w Zatoce Manilskiej Amerykanie pilnowali strategicznych punktów archipelagu (w tym Manilę) przy pomocy floty, a wojska Aguinaldo zajęły sporą część lądu. 12 czerwca 1898 r. ogłosił niepodległość Filipin, natomiast 23 stycznia utworzenie Pierwszej Republiki Filipin. Bezpośrednią przyczyną wojny było więc zajęcie Filipin przez USA w wyniku starcia Amerykanów z Hiszpanami. W styczniu 1899 r. już było wiadome, że USA nie uznają niepodległości kraju i według ustaleń traktatu paryskiego z 10 grudnia 1898 r. zostanie on amerykańską kolonią. W parlamencie Stanów Zjednoczonych zostało to uchwalone 6 lutego 1899 r. Aguinaldo rozpoczął przygotowania do wojny dużo wcześniej.

## Przebieg wojny otwartej

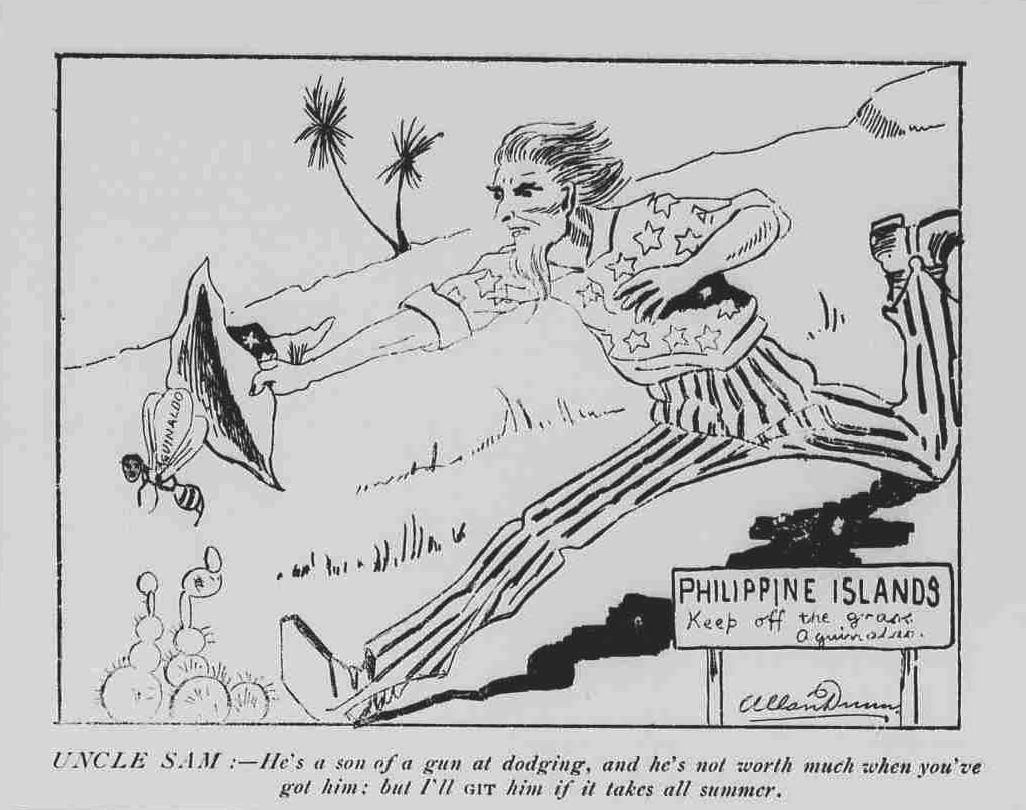
Personifikacja Stanów Zjednoczonych, „Wujek Sam” poluje na muchę, którą reprezentuje Emilio Aguinaldo, prezydent Pierwszej Republiki Filipin od 22 marca 1897 do 1 kwietnia 1901. W 1901, czyli dwa lata po publikacji tej karykatury w USA, pod koniec wojny Aguinaldo poddał się.

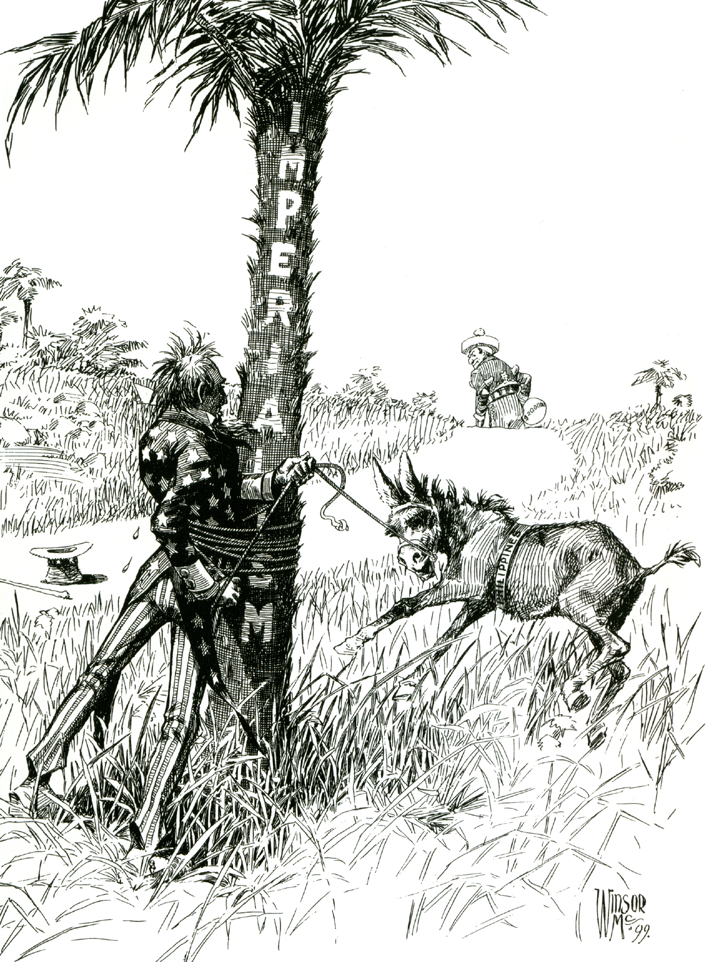
Polityczna karykatura autorstwa Winsora McCaya. Wujek Sam próbuje przywiązać linę do palmy podpisanej słowem „Imperializm”. Po drugiej stronie liny wierzga muł z podpisem „Filipiny”. Postać na końcu drogi, reprezentująca Hiszpanię oddala się z 20 milionami dolarów w worku.

Wybuch wojny nastąpił w nocy z czwartego na piątego lutego 1899 r. Do pierwszego starcia doszło nad rzeką San Juan w pobliżu Manili, gdzie stał amerykański patrol. Aguinaldo zgromadził tam 12 tysięcy żołnierzy. Tak rozpoczęła się nie tylko sama wojna, ale też bitwa o Manilę. Dowódca Filipińczyków popełnił błąd, przypuszczając atak na całej szerokości frontu. Na skutek błędu Aguinaldo nie osiągnął przewagi miejscowej, co później znacznie ułatwiło zadanie Amerykanom. Piątego lutego przy wsparciu artyleryjskim nastąpiło odparcie filipińskiego ataku, co jednak nie zakończyło jeszcze bitwy.
W trakcie oblężenia strona filipińska wysłała dwóch posłów do dowódcy wojsk amerykańskich, generała Elwella Otisa. Proponowali oni zawieszenie broni i utworzenie neutralnego pasa terenu pomiędzy obydwiema armiami. Ich działania miały na celu przygotowanie do rozpoczęcia pokojowych negocjacji. Otis nie zgodził się na proponowane warunki.
Szóstego lutego bitwa ostatecznie dobiegła końca. Filipińczycy ponieśli klęskę, tracąc półtora tysiąca żołnierzy. Straty amerykańskie wyniosły 59 zabitych i 278 rannych. Po zwycięstwie pod Manilą generał Otis przeszedł do działań zaczepnych. Rozkazał generałowi Marcusowi Millerowi zajęcie wysp Cebu i Negros. Po niedługim czasie Amerykanie kontrolowali większość archipelagu Sulu, ale najważniejsze znaczenie miała nadal okupowana w większości przez Filipińczyków wyspa Luzon. Właśnie tam Otis skoncentrował swoją uwagę, organizując dwie dywizje. Jedną miał dowodzić generał Thomas Anderson, a drugą Arthur McArthur. Anderson dostał rozkaz przeprowadzenia ofensywy na południe od Manili, a McArthur na północ. McArthur prowadził swoją dywizję wzdłuż linii kolejowej w kierunku ówczesnej stolicy Malolos, która została opanowana pod koniec marca 1899 r., co zmusiło Aguinaldo do przeniesienia stolicy do San Fernando w prowincji Pampanga. Amerykanie zajęli brzeg rzeki Pasig i dotarli do jeziora Laguna de Bay przy wsparciu od strony morza w postaci ognia artyleryjskiego dwóch kanonierek.
Pod koniec marca, po wygranych USA nad rzeką Pasig i pod Malolos działania bojowe nie były dalej podejmowane, częściowo z powodu pory deszczowej, która je utrudniała, a częściowo wskutek niedoboru liczebnego wojsk amerykańskich. Na początku lata 1899 r. Departament Wojny wysłał na wyspy posiłki w sile 60 tysięcy ludzi, w tym dwa pułki Buffalo Soldiers, czyli oddziałów złożonych tylko z czarnoskórych żołnierzy. 10 czerwca Amerykanie przypuścili nową ofensywę, aby zepchnąć Filipińczyków na południe i odblokować drogę prowadzącą do Cavite. Armia lądowa podczas operacji była nieustannie wspierana przez flotę, co pomogło w odniesieniu sukcesów. Między 10 a 13 czerwca Filipińczycy stracili ponad tysiąc ludzi i zostali zmuszeni do wycofania się w głąb lądu w wyniku ofensywy wzdłuż ujścia rzeki Zapate. Natarcie w pobliżu Zapate nastąpiło 13 czerwca i choć opór wojsk Aguinaldo był silny, desant amerykańskich marynarzy na ich tyłach wywołał zamęt. Filipińczycy zostali zmuszeni opuścić Cavite i zostawić w rękach Otisa prawie całe wybrzeże Zatoki Manilskiej. Po czerwcowej ofensywie działania zostały ponownie wstrzymane do października z powodu kolejnej pory deszczowej i pojawienia się chorób tropikalnych wśród amerykańskich żołnierzy. Jesienią rozpoczął się pościg za Aguinaldo. Pod koniec roku desanty Amerykanów zajmowały strategiczne cele, a Aguinaldo, który właściwie nie posiadał floty, nie był w stanie skutecznie przeciwstawić się nieprzyjacielowi, co ostatecznie zmusiło go do zmiany taktyki na partyzancką.

## Komisja Schurmana
Na początku 1899 r. McKinley powołał na Filipinach komisję, której przewodniczącym został Jacob Gould Schurman. W jej skład wchodzili również Dean Worcester oraz Charles Harvey Denby. Wszyscy trzej pojawili się w Manili czwartego marca 1899 r. Komisja Schurmana ogłosiła, że Stany Zjednoczone zagwarantują mieszkańcom Filipin między innymi ograniczoną autonomię, sprawiedliwe sądownictwo, uczciwą administrację, powszechną edukację i projekty ekonomicznego rozwoju. Na obwieszczenie Komisji odpowiedział premier Republiki Filipińskiej Apolinario Mabini. Stwierdził on, że Amerykanie obiecują polityczne swobody, ale ich nienawiść wobec innych ras skróci uprawnienia dla miejscowych, dlatego jedynym rozwiązaniem jest kontynuowanie walki.

## Wojna partyzancka

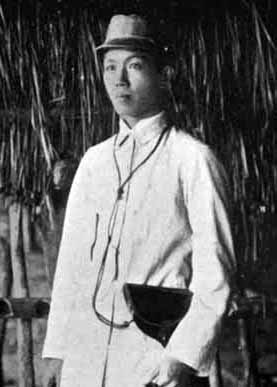
Emilio Aguinaldo

Pod koniec 1899 r. Aguinaldo doszedł do wniosku, że należy zmienić strategię na walkę partyzancką. Chodziło w niej o unikanie większych starć z lepiej uzbrojonym przeciwnikiem oraz przeprowadzanie działań mających na celu nękanie małymi oddziałami wojsk amerykańskich. Do takiej decyzji skłoniły Aguinaldo coraz większe klęski, zdobycie Bayambang, a także odmowa generała Otisa na wystosowaną przez Filipińczyków pokojową ofertę pod koniec 1899 r.
Aguinaldo próbował odwlec walkę z Amerykanami do listopada 1900 r., czyli do wyborów prezydenckich w Stanach Zjednoczonych. Miał on nadzieję, że wygra je kandydat demokratów, William Bryan, który był przeciwnikiem aneksji Filipin. W listopadzie 1899 r. Aguinaldo przeorganizował swoją armię na mniejsze jednostki i przeniósł na prowincję. On samjako jedyny dowodził większą grupą, składającą się z 1200 ludzi. 24 stycznia 1900 r. rozegrała się bitwa o Legazpi. Desant amerykański zdobył miasto bronione przez 800 Filipińczyków. Miesiąc później korpus generała Williama Augusta Kobbe opanował wyspy: Catanduanes, Samar i Leyte. Pod koniec 1899 r. został schwytany były premier Filipin, Apolinario Mabini. Emilio Aguinaldo został ostatecznie pojmany 22 marca 1901 r. Zaskoczył go desant z amerykańskiej kanonierki. Został przewieziony do Manili, gdzie pierwszego kwietnia w Pałacu Malacanang podpisał akt kapitulacji i uznał zwierzchnictwo Stanów Zjednoczonych. Pierwsza Republika Filipin praktycznie przestała istnieć. Kapitulacji nie uznało dwóch ważniejszych dowódców; generałowie Miguel Malvar i Vicente Lukban. Ich oddziały zostały rozbite w 1902 r. Czwartego lipca tego roku w rocznicę uzyskania niepodległości przez USA prezydent Theodore Roosevelt oficjalnie ogłosił koniec wojny na Filipinach. Pomimo tej deklaracji walki trwały dalej w niektórych częściach archipelagu. Najdłużej utrzymywał się bunt muzułmanów z wyspy Mindanao zwanych Moro. Zostali pokonani dopiero w 1913 r. przez Johna Pershinga, który został po tym mianowany na stopień generała brygady.

## Okrucieństwa wojny partyzanckiej

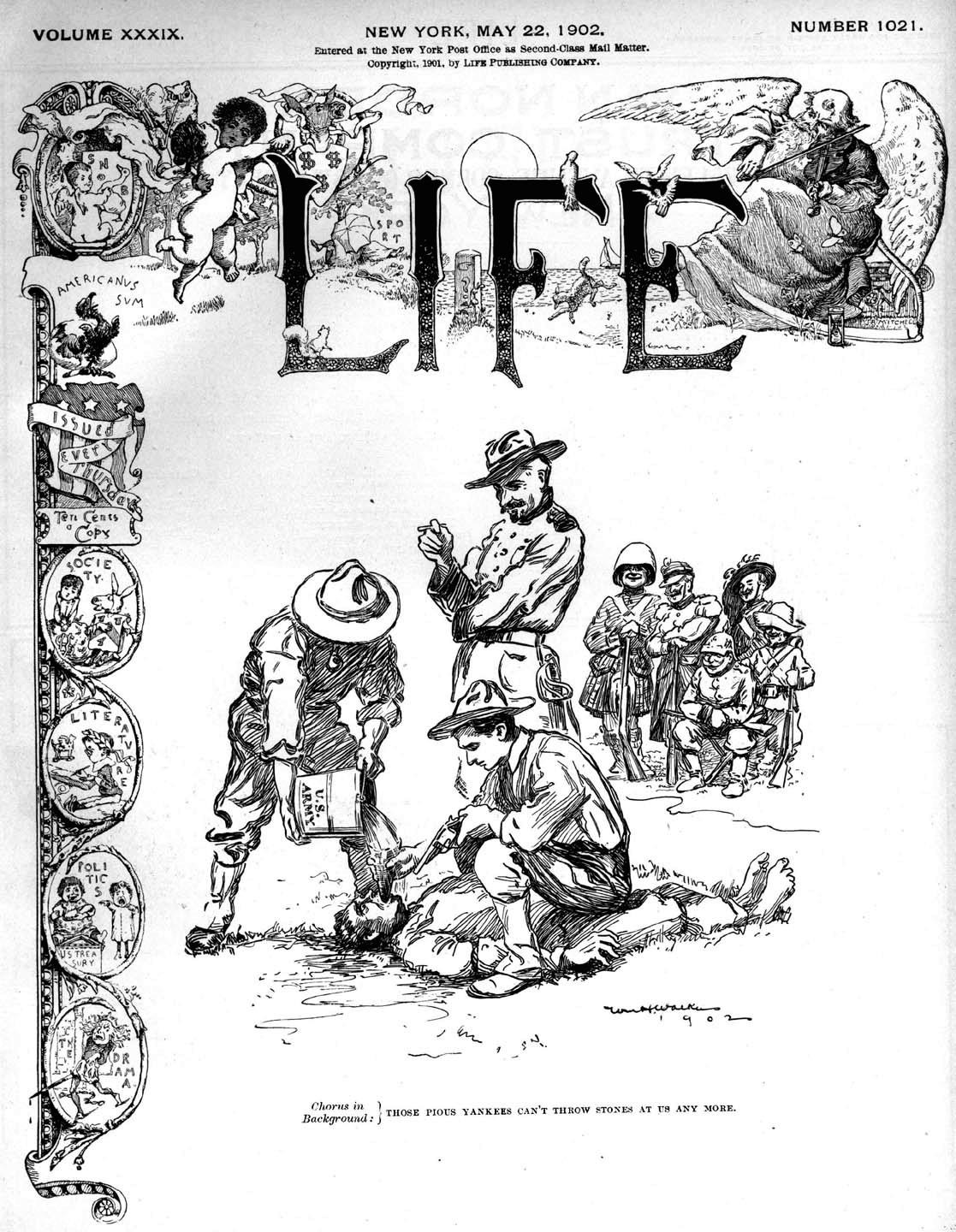
Karykatura z 22 maja 1902 roku z okładki magazynu Life pokazuje Amerykanina, który torturuje Filipińczyka przy pomocy wodnej kuracji, podczas gdy Europejczyk to obserwuje. Podpis głosi: „Chór w tle: 'Ci bogobojni Jankesi nie mogą w nas rzucać kamieniami nigdy więcej.

Filipińscy żołnierze często próbowali zamorzyć głodem amerykańskich jeńców, maltretowali ich, a nierzadko zdarzało się też, że kastrowali i wkładali im genitalia do ust. Powszechne u Filipińczyków było także dobijanie rannych Amerykanów. Z kolei żołnierze amerykańscy nie ustępowali w brutalnych działaniach wymierzonych w cywilów i jeńców. Powszechną metodą tortur stosowaną przez Amerykanów była tak zwana wodna kuracja, będąca odmianą toki. Przesłuchiwanego Filipińczyka kładziono pod zbiornikiem z wodą. Podczas gdy woda leciała do jego gardła zadawano mu pytania. Co kilka minut jeden z żołnierzy uderzał w napęczniały brzuch ofiary nogą, aby spowodować wymioty. W drastycznych sytuacjach mogło się to skończyć śmiercią przesłuchiwanego jeńca. Według innej wersji żołnierze podrzucali napełnioną wodą ofiarę uderzając o jej brzuch, dopóki nie zaczęła mówić albo wtryskiwali jej wodę przez nos. Inną praktyką było wieszanie filipińskich jeńców do utraty przytomności, czy karmienie solą. Amerykanie często palili filipińskie domostwa, rozstrzeliwali ludność wiosek. Zniszczenie wojsk partyzanckich zależało w dużej mierze od odcięcia ich od dostaw żywności. Generał Samuel Young jako pierwszy zaproponował skoncentrowanie mieszkańców wsi w wydzielonych strefach, aby zmniejszyć tam poparcie dla rządu Republiki Filipin. Pomysł Younga, nazwany rekoncentracją, został zrealizowany w następujący sposób. Mieszkańcy danego regionu byli gromadzeni w strzeżonych domach. Każdy, kto nie zjawił się w obozie przed godziną policyjną, uznawany był za sprzymierzeńca wojsk Aguinaldo i wykonywano na nim wyrok. Mieszkańcy obozów byli dziesiątkowani przez tropikalne zarazy.

## Skutki wojny
Wojna kosztowała Stany Zjednoczone około 600 mln dolarów. Kolejne miliony zostały przekazane rodzinom weteranów. Straty w ludziach to około 4200 poległych i 2818 rannych. W większości przypadków przyczyną śmierci amerykańskich żołnierzy były choroby tropikalne. Filipińczyków zginęło ponad 200 tysięcy. Większość to cywile.
Kongres USA uchwalił w 1902 r. Ustawę organiczną (Philippine Organic Act), przyznającą Filipinom ograniczoną autonomię. W 1916 r. uchwalono Ustawę Jonesa (Jones Act), która przewidywała przyznanie Filipinom niepodległości.